# Боков Владислав Васильович
Владислав Васильович Боков (нар. 1 березня 1936, село Чорний Яр Сталінградської області РРФСР, тепер Російська Федерація) — український радянський діяч, бригадир комплексної бригади управління будівництва Чорнобильської атомної електростанції тресту «Південьатоменергобуд» у місті Прип'яті Київської області. Депутат Верховної Ради СРСР 10—11-го скликань.

## Біографія
Народився в родині сільських вчителів. Освіта середня.
У 1956–1972 роках — бетоняр, електрозварник, майстер, бригадир електрозварників на будівництві низки об'єктів в Пермській (Пермська ТЕЦ, Воткінська ГЕС), Астраханській (гребля на Бузані — рукаві річки Волги) областях Російської РФСР, Латвійській РСР (Плявінська ГЕС), Таджицькій РСР (Нурекська ГЕС на річці Вахш), Каракалпацькій АРСР (гребля на річці Амудар'я).
З 1972 року — електрозварник, з 1974 року — бригадир арматурників, бригадир комплексної бригади управління будівництва Чорнобильської атомної електростанції тресту «Південьатоменергобуд» у місті Прип'яті Київської області.
Потім — на пенсії в місті Києві.

## Нагороди
- орден Трудового Червоного Прапора
- орден Трудової Слави ІІІ ст.
- Заслужений будівельник Української РСР